# Колен Бомон
Колен Бомон (фр. Colline-Beaumont) насеље је и општина у североисточној Француској у региону Север-Па д Кале, у департману Па де Кале која припада префектури Montreuil.
По подацима из 2011. године у општини је живело 133 становника, а густина насељености је износила 28,91 становника/km². Општина се простире на површини од 4,6 km². Налази се на средњој надморској висини од 15 метара (максималној 42 m, а минималној 2 m).

## Демографија
| 1962. | 1968. | 1975. | 1982. | 1990. | 1999. | 2011. |
| ----- | ----- | ----- | ----- | ----- | ----- | ----- |
| 65    | 93    | 92    | 74    | 94    | 118   | 133   |

График промене броја становника у току последњих година